# Hachyal, Sindgi
Hachyal là một làng thuộc tehsil Sindgi, huyện Bijapur, bang Karnataka, Ấn Độ.